# کتاب ملاکی
ملاکی یا ملاخی (به عبری: מַלְאָכִי) یک کتاب از کتاب مقدس عبری است و به همین دلیل آخرین کتاب نوییم از تنخ و آخرین کتاب از پیامبر کهین و همچنین آخرین کتاب عهد عتیق به شمار می‌رود.
این کتاب تصور می‌رود توسط فردی به نام ملاکی نوشته شده‌باشد اما در میان دینداران بین موضوع و اینکه کدام ملاکی این کتاب را نوشته اختلاف وجود دارد.
بعضی از دین‌شناسان آکادمیک به شباهت این کتاب و باب‌های ۹-۱۴ کتاب زکریا اشاره می‌کنند و نویسنده آنها را یکی می‌دانند.

## References
- Wikipedia contributors, "Book of Malachi," Wikipedia, The Free Encyclopedia, http://en.wikipedia.org/w/index.php?title=Book_of_Malachi&oldid=443337974 (accessed August 7, 2011).